# Ewidencja celów
Ewidencja celów – mapa z wrysowanymi celami stałymi, szkice i zdjęcia lotnicze oraz dokładnie określane współrzędne geograficzne celów, dane o ich obronności, kierunki najdogodniejszych podejść, siły i środki niezbędne do niszczenia celów oraz w warunkach bojowych - wykaz dokonanych bombardowań.